# Jan Duklan Grocholski
Jan Duklan Grocholski herbu Syrokomla (ur. w 1762 – zm. po 1798) – generał lejtnant wojsk koronnych,  oboźny koronny w 1790 roku z tytułem generała, konsyliarz Rady Nieustającej, rotmistrz kawalerii narodowej w latach 1783-1794, szambelan Stanisława Augusta Poniatowskiego w 1781 roku.
Poseł na sejm 1784 roku z województwa bracławskiego.
W 1792 roku odznaczony Orderem Orła Białego, w 1787 roku został kawalerem Orderu Świętego Stanisława.